# Joseph de Marliave
Pour les articles homonymes, voir Marliave.
Joseph Marie de Marliave, né à Toulouse le 16 novembre 1873 et mort pour la France le 24 août 1914 à Senon (Meuse), est un officier et musicologue français. 

## Biographie
Descendant d'une famille aristocratique du Languedoc, Joseph de Marliave est l'auteur de nombreux essais sur la musique. Il est notamment connu pour un ouvrage sur les quatuors à cordes de Beethoven, qui fit autorité jusqu'à la publication en 1967 du livre sur le même sujet dû à Joseph Kerman.
Officier de carrière issu de la 78e promotion (1893-1895) des élèves de l'École spéciale militaire de Saint-Cyr, Joseph de Marliave en sort officier dans l'infanterie. Il quitte l'uniforme avec le grade de capitaine en 1910. Rappelé sous les drapeaux à la mobilisation générale dans les rangs du 214e régiment d'infanterie, il tombe au début de la guerre, tué à l'ennemi sur le front de Lorraine.
Devenu en 1906 l'époux de la pianiste Marguerite Long, c'était un proche de Gabriel Fauré, qui rédigea la préface de son livre sur Les Quatuors de Beethoven, paru à titre posthume en 1925.
Maurice Ravel lui dédia à titre posthume la Toccata de sa suite pour piano Le Tombeau de Couperin, créée par Marguerite Long le 11 avril 1919 Salle Gaveau.
Il était aussi le frère du peintre orientaliste François de Marliave.

## Œuvres
- Études musicales, Paris, Alcan, 1916, prix Charles Blanc de l’Académie française.
- Les Quatuors de Beethoven, Paris, Alcan, 1925.